# Лунин, Николай Александрович (1789)
Николай Александрович Лунин (1789—1848) — тайный советник, шталмейстер.

## Биография
Второй сын полоцкого наместника А. М. Лунина. Родился 23 апреля (4 мая) 1789 года в Полоцке в одиннадцатом часу по полуночи, крещен при восприемстве брата Маихаила и тетки Елены Николаевны Щепотьевой. Окончив Московский университетский благородный пансион, в 16 лет поступил на службу в московское отделение Сената. В 1807 году получил чин камер-юнкера.
Участвовал в Отечественной войне 1812 года, затем возвратился к чиновничьей службе; с 14 ноября 1826 года — действительный статский советник, с 31 декабря 1835 года — тайный советник. В том же 1835 году получил придворный чин шталмейстера.
В числе наград имел ордена Св. Станислава 1-й степени (1833), Св. Анны 1-й степени (1838), Св. Владимира 2-й степени (1840), Белого Орла (1842).
C 1810 года — член московской ложи «Нептуна».
Проживая в Рязанской губернии, он особую заботу проявлял о созданном отцом конном заводе. Кроме Богородского и Задубровья ему принадлежали земли в Егорьевском и Кирсановском уездах. В 1827 году Н. А. Лунин стал инициатором открытия Лебедянского скакового общества и учредил собственный приз на скачках; в 1834 году он стал главным директором и председателем правления императорских военно-конских заведений. Состоял за обер-прокурорским столом в 7-м департаменте Сената.
Умер 10 (22) июня 1848 года в Царском селе, но похоронен в родовой усыпальнице в Богородском. Семьи не имел и все его владения перешли к сестре, Елене Александровне Полуденской.
Когда был отправлен в ссылку его двоюродный брат, декабрист Михаил Сергеевич Лунин, он взял на себя управление его поместьями, которые затем передал его сестре, Екатерине Сергеевне Уваровой. А. Я. Булгаков писал: «Куда жаль, право, что его не употребляют деятельным образом», подозревая в политической неблагонадёжности; «Я перечитывал все оригинальные письма ссылочного к Николаю Александровичу, и, ежели судить о человеке по этим письмам, то тот Лунин — самый-самый добродетельный человек».